# Wariabilizm
Wariabilizm (od łac. variabilis zmienny) – pogląd filozoficzny, według którego rzeczywistość jest zmienna; dobrze oddaje to myśl Heraklita z Efezu wszystko płynie (gr. παντα ρει, panta rhei).
Wariabilizm jest poglądem przeciwstawnym do poglądu Parmenidesa z Elei o jedności i stałości bytu, nazywanego statyzmem (od gr. στάσις – stanie, trwanie).
Filozofia Heraklita głosi, że ciągłe stawanie się i przemijanie jest najważniejszą cechą bytu, zaś stawanie się i przemijanie jest wynikiem nieprzerwanego ścierania się przeciwieństw (dialektyka). Wszelkie zdarzenia wynikają z napięcia powstającego między przeciwieństwami. Jego teorię zmienności nazywa się wariabilizmem lub herakliteizmem (powszechna teoria zmienności), a najlepszym jej obrazem jest rzeka – jej wody ciągle się zmieniają płynąc. Stąd słynne powiedzenia Heraklita: nigdy nie wchodzi się do tej samej rzeki, wszystko co się zdarzy choćby to samo i w tym samym miejscu, nigdy nie zdarzy się o tym samym czasie, rzeka to czas płynący na który nie mamy wpływu, a nie miejsce. Można nawet stwierdzić, że nawet raz nie można wejść do tej samej rzeki. Nie można niczego przewidzieć, zaplanować w stu procentach, świat to jedna wielka zmienna rzeka, która jest metaforą rzeczywistości. Żadna rzecz, zdaniem Heraklita, nie ma własności absolutnie stałych.
Człowiek również jest bytem, który się stale, nieustannie wewnętrznie zmienia.